# 1008 Ла Пас
1008 Ла Пас (1008 La Paz) — астероїд головного поясу, відкритий 31 жовтня 1923 року.
Тіссеранів параметр щодо Юпітера — 3,201.